# ヌクレオシドジホスファターゼ
ヌクレオシドジホスファターゼ(Nucleoside-diphosphatase、EC 3.6.1.6)は、以下の化学反応を触媒する酵素である。
ヌクレオシド二リン酸 + 水{\displaystyle \rightleftharpoons }ヌクレオチド + リン酸
従って、この酵素の基質は、ヌクレオシド二リン酸と水の2つ、生成物はヌクレオチドとリン酸である。
この酵素は加水分解酵素、特にリン含有酸無水物に作用に作用するものに分類される。系統名は、ヌクレオシド二リン酸 ホスホヒドロラーゼ(nucleoside-diphosphate phosphohydrolase)である。その他thiaminpyrophosphatase、UDPase、inosine diphosphatase、adenosine diphosphatase、IDPase、ADPase、adenosinepyrophosphatase、guanosine diphosphatase、guanosine 5'-diphosphatase、inosine 5'-diphosphatase、uridine diphosphatase、uridine 5'-diphosphatase、nucleoside diphosphate phosphatase、type B nucleoside diphosphatase、GDPase、CDPase、nucleoside 5'-diphosphatase、type L nucleoside diphosphatase、NDPase、nucleoside diphosphate phosphohydrolase等とも呼ばれる。この酵素は、プリン代謝及びピリミジン代謝に関与している。

## 構造
2007年末時点で、この酵素の2つの構造が特定されている。蛋白質構造データバンクのコードは、2H2N及び2H2Uである。